# Jean François Authier
Pour les articles homonymes, voir Authier (homonymie).
Jean François Authier est un architecte français, né le 16 décembre 1966 à Limoges.

## Biographie
Né en 1966, Jean François Authier, architecte est diplômé de l’École nationale supérieure des arts et industries de Strasbourg en 1991. En 2000, il intègre l’agence Reichen et Robert à Paris au sein de laquelle il devient associé en 2004.
En avril 2011 il fonde avec Dorothée Sipp Studio Authier & Associés (SAA),.
Soucieux de se construire une méthode d’approche du projet, il choisit de commencer sa carrière notamment chez Architecture Studio, Manuelle Gautrand et Dusapin & Leclercq. Il y acquiert une expérience éclectique relative aux vêtures, façades et aux  ouvrages verriers.
En 2000, il rejoint l’équipe de Bernard Reichen et Philippe Robert qui le chargent de la conception de plusieurs grands projets dont un immeuble de bureaux au sein de la ZAC Landy France à Saint-Denis ainsi que l’implantation de l’Imprimerie nationale à Choisy-le-Roi. Il appréhende ainsi l’expérience de ses aînés et conjugue dans ce cadre son approche avec le savoir-faire de l’agence.
En 2003, il mène avec succès le concours de la restructuration du secteur ouest du campus de Jussieu dont la réalisation complète portant sur 110 000 m2 se terminera en 2014.
Fort de son expérience en matière de reconversion des existants, il conçoit pour Luc Besson l’implantation de la Cité du cinéma dans l’ancienne centrale EDF de Saint-Denis en 2004. Dans le même temps il poursuit son travail sur le patrimoine industriel en démarrant le projet de reconversion des Grands Moulins de Pantin et celui de la transformation du bâtiment de stationnement des taxis parisiens rue Bréguet à Paris.
Il étend ensuite ses travaux aux grandes échelles et aux infrastructures de transport. Engagé dans les projets urbains des docks de Saint-Ouen et du bas pays à Romainville, il étudie le projet de tramway de Besançon ainsi que plusieurs projets en région parisienne et dessine notamment l’ouvrage d’art du T3 sur le canal de l’Ourq.
Son travail prend alors une dimension internationale avec sa participation à de nombreux projets au Maroc où il intervient sur des projets urbains et architecturaux à Rabat et à Fès et en Chine où il étudie l’aménagement du territoire de la Vallée de Guilin.
En 2009, il livre un immeuble de logements sur le trapèze à Boulogne-Billancourt, un immeuble de bureaux pour Alstom à Saint-Ouen et achève la réalisation des Grands Moulins de Pantin,.
En 2010, il livre une opération de logement en bois à Romainville et achève la réalisation de la première partie du campus de Jussieu
En 2011, il poursuit ses travaux sur la Cité du Cinéma et se voit confier par Luc Besson l’aménagement des bureaux d’Europacorp dans la cité.
En 2012, il démarre les études de deux projets urbains dans
l’agglomération nord Strasbourgeoise ainsi que sur le domaine Cherioux à Vitry-sur-Seine. Dans le même temps il se voit confier la réalisation d’un immeuble de logements sur le secteur d’Ivry-sur-Seine Confluences dirigé par Paul Chemetov et Bruno Fortier, un projet de logement dans le quartier Camille Claudel conçu par François Leclercq et situé à Palaiseau sur le plateau de Saclay ainsi qu’un ensemble résidentiel
dans le centre de Romainville. 
En 2013, il remporte le concours de l’aménagement du quartier Copaya à Matoury en Guyane ou il conduit l’équipe d’architecte qui lui sont associés pour réaliser ce projet. Il étudie le projet de reconversion des Galeries Lafayette Maison de Toulouse. Il se voit confier le projet urbain densification du quartier Jaurès autour de la gare de Rosny sous-bois ainsi que l’évolution du tissu commerçant de l’avenue de la Somme à Mérignac près de Bordeaux. Il est également élu au Conseil Régional de l'Ordre des Architectes de l'Île-de-France au sein duquel il est chargé de la création et de la direction du laboratoire des marchés privés.
Il conduit actuellement le chantier de reconversion du garage de la Poste rue Bréguet à Paris ainsi que celui de la CAF (Caisse d’allocations familiales)de Melun, l’étude et la réalisation d’un immeuble de bureaux adossé aux Grands Moulins de Pantin ainsi que les chantiers des trois ensembles résidentiels à Ivry-sur-Seine, Palaiseau et Romainville.
Il poursuit son intervention à l'INSA où il enseigne le projet urbain.

## Les études urbaines
- Extension de la ZAC Landy France à Saint-Denis
- Étude d’aménagement urbain sur les terrains Alsthom à Saint-Ouen
- Projet d’aménagement urbain sur le tracé du tramway des Maréchaux à Paris (T3)
- Projet d’aménagement urbain sur le tracé du tramway de Châtillon à Viroflay (T6)
- Tramway de Grand Besançon Métropole
- Étude d’aménagement du secteur des bas pays à Romainville,
- Étude urbaine d’aménagement du territoire de la vallée de Guillin en Chine

## Les projets livrés
- Reconversion de la centrale EDF en studios de cinéma à Saint-Denis
- Bureaux d’EuropaCorp dans la Cité du Cinéma à Saint-Denis
- Ouvrage d’art pour le T3 sur le canal de l’Ourq
- Bâtiment de bureaux dans la ZAC Euralille
- Secteur Ouest du campus de Jussieu à Paris
- Ensemble résidentiel villa Respiro à Romainville[10]
- Reconversion des Grands Moulins de Pantin[11]
- Bureaux Alstom à Saint-Ouen
- ZAC Seguin Rive de Seine, construction de 76 logements à Boulogne-Billancourt[12]
- Bureaux FINAREF à Roubaix
- Siège de la Croix-Rouge à Paris
- Bureaux « Eurostade » à Saint Denis pour Eiffage
- Bureaux AGF à Colombes
- Imprimerie nationale à Choisy-le-Roi
- Ensemble résidentiel Confidence, 90 logements à Romainville

### Projets en cours
- L’agence SAA poursuit les études du projet de 140 logements à Matoury en Guyane avec Aurélien Leroux et Frédéric Pujol, architectes associés ainsi que le groupe BETOM pour la SEMSAMAR.

- L’agence SAA dirige les travaux de 125 logements sur le secteur d’Ivry-sur-Seine Confluences, de 60 logements à Rosny-sous-Bois sous bois ainsi que de 60 logements à Palaisau.
- L’agence SAA dirige les travaux d’un immeuble de bureau de 14 000 SDP avec KHEPHREN, INGEROP et OASIIS à Pantin pour BNP Paribas Immobilier.

- L’agence SAA travaille actuellement sur les études urbaines et d’espace public du domaine Cherioux à Vitry-sur-Seine. Cette étude, conduite par la SADEV94, à pour objet la densification concertée du domaine constitué par un ensemble de bâtiments, typiques des constructions en brique du début du vingtième siècle, implanté autour d’une vaste pelouse. Ce secteur à vocation d’enseignement et de recherche constitue sur la RN7 un pôle d’attractivité majeur entre Paris et Orly. L’équipe de projet est constituée avec Radar paysagiste et EPDC pour les études techniques et environnementales.